# Кнаке, Кристиане
Кристиане Кнаке(-Дризенер, -Зоммер) (нем. Christiane Knacke (-Driesener, -Sommer); род. 17 апреля 1962, Берлин) — восточногерманская пловчиха, призёр чемпионата Европы и летних Олимпийских игр 1980 года в Москве, рекордсменка Европы и мира.

## Карьера
Специализировалась на плавании баттерфляем. В 1977 году Кнаке стала серебряным призёром чемпионата Европы в Йёнчёпинге в плавании на 100 метров баттерфляем с результатом 1.00,71 с, уступив соотечественнице Андреа Поллак (1.00,61 с) и опередив представительницу Нидерландов Инеке Ран (1.03,40 с).
На Олимпиаде в Москве Кнаке стала третьей на той же дистанции, показав время 1:01,44 с и проиграв двум другим восточногерманским пловчихам Карен Метчук (1:00,42 с) и Андреа Поллак (1:00,90 с).
28 августа 1977 года установила рекорд Европы и мира, проплыв 100 метров баттерфляем за время 59,78 с.